# Pałac w Naroczycach

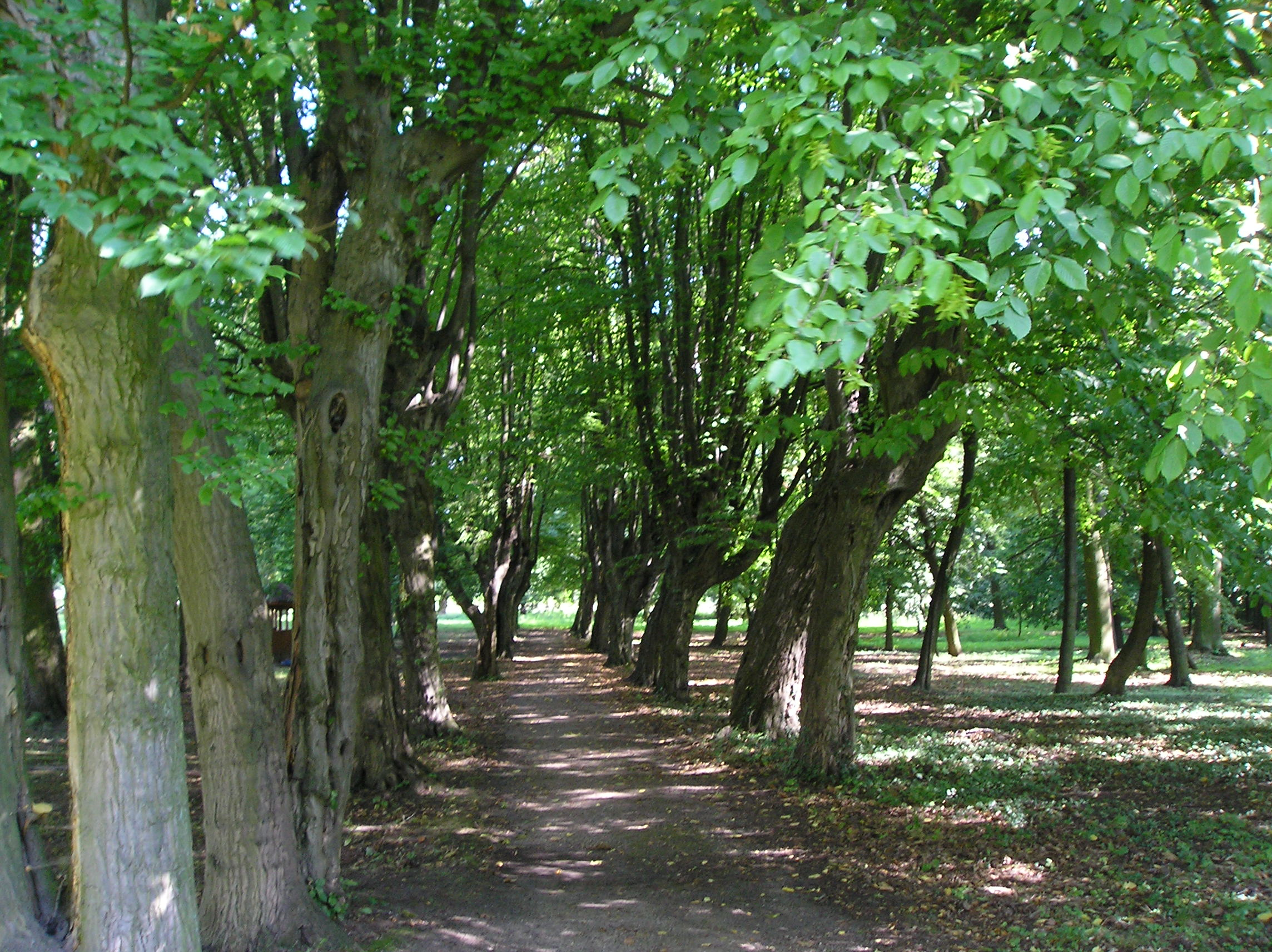
Aleja grabowa w parku przypałacowym z XVIII w.

Pałac w Naroczycach – wybudowany w 1688 r. w Naroczycach.

## Położenie
Pałac położony jest we wsi w Polsce, w województwie dolnośląskim, w powiecie lubińskim, w gminie Rudna, przy drodze wojewódzkiej nr 111.

## Historia
Pałac obecnie w ruinie, wzniesiony przez króla Augusta II Mocnego, który traktował go jako rezydencję w czasie licznych podróży z Drezna do Warszawy. Obiekt jest częścią zespołu pałacowego, w skład którego wchodzi jeszcze niewielki park z aleją grabową i pozostałościami ogrodu z XVIII w.; barokowy spichrz folwarczny.

## Opis
Piętrowy pałac wybudowany na planie prostokąta, kryty  dachem naczółkowym. Od frontu ryzalit z głównym wejściem kryty  dachem dwuspadowym. 